# Shamir (Musiker)

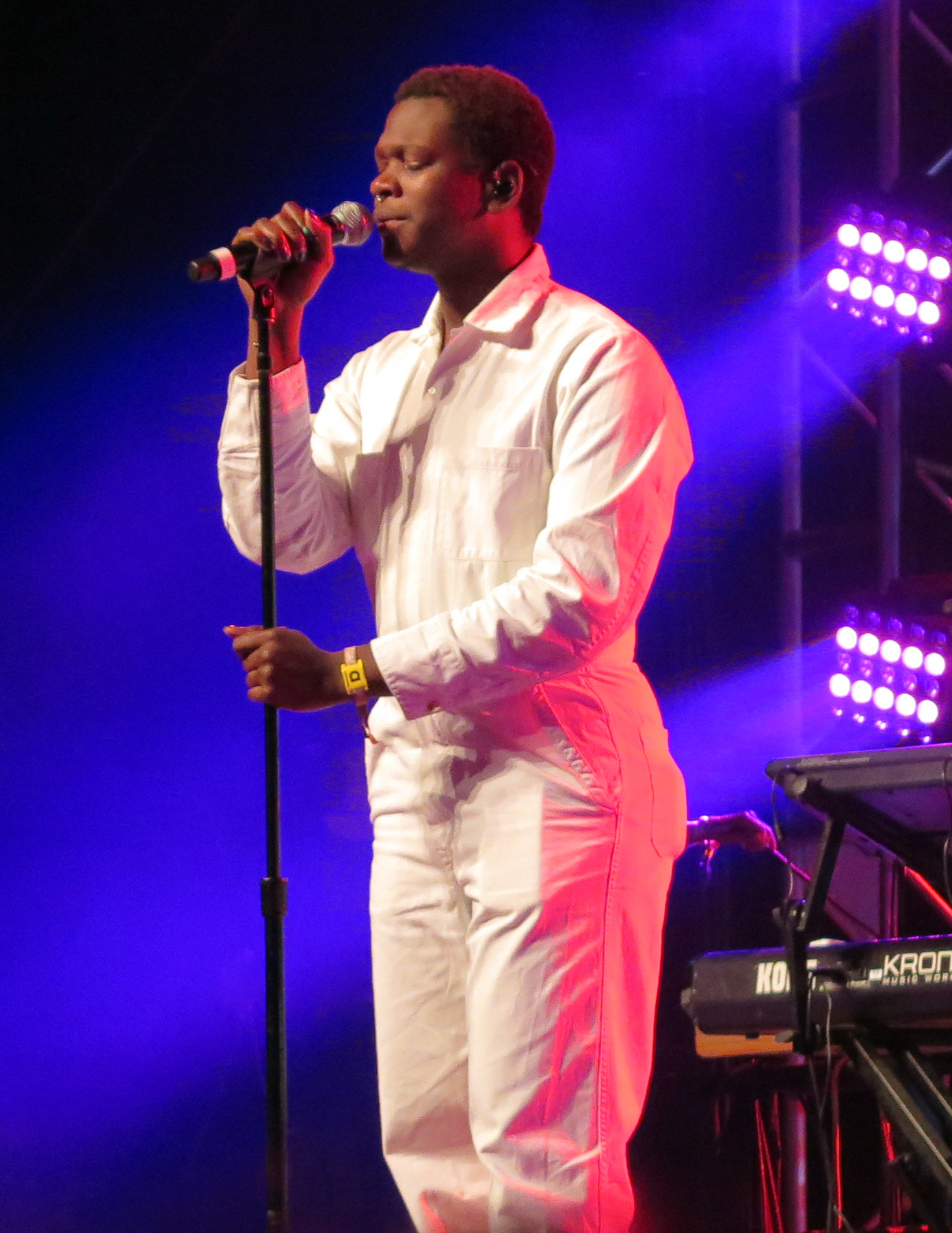
Shamir

Shamir Bailey (* 1994 in Las Vegas) ist ein US-amerikanischer Elektropop-Musiker. Mit dem Album Ratchet war er 2015 international erfolgreich. Besonders auffällig ist seine hohe Stimmlage (Kontratenor).

## Biografie
Shamir Bailey wuchs im Norden von Las Vegas auf und begann mit 9 Jahren mit dem Gitarrespielen. Ein musikalischer Einfluss war seine Tante, die sich als Songwriterin betätigte. Mit Christina Thompson gründete er während der Schulzeit das Post-Punk-Duo Anorexia. Sie traten 2013 bei South by Southwest auf und veröffentlichten eine EP.
Bailey, der gerne mit verschiedenen Musikgenres experimentiert, schrieb nebenher Dancepopsongs und sandte sie an den Produzenten Nick Sylvester. Der veröffentlichte im Jahr darauf die Single If It Wasn’t True und die EP Northtown. Sie verhalfen ihm zu einem Plattenvertrag mit XL Recordings. Mit dem Song On the Regular hatte er noch im selben Jahr einen internationalen Hit, der es in Frankreich und Japan in die offiziellen Charts schaffte. Außerdem brachte es ihm eine Nennung in der Sound-of-2015-Liste der BBC. Im Jahr darauf folgte das Debütalbum Ratchet, erneut ein Erfolg in Frankreich und in den Top 10 der US-Dance-Charts, das ihm viele positive Kommentare in der Musikpresse brachte.
Shamir tourte im Vorprogramm von Years & Years und Troye Sivan, trennte sich aber auf der Suche nach seiner musikalischen Freiheit vor einem weiteren Album von seinem Label. Das zweite Album Hope veröffentlichte er 2017 in Eigenregie. Er litt aber auch unter schweren Stimmungsschwankungen und unterzog sich einer Therapie seiner bipolaren Störung. Er produzierte aber weiter unablässig Musik. Im selben Jahr erschien mit Revelations noch ein zweites Album. Im Jahr darauf ging er nach Philadelphia, arbeitete mit Rina Sawayama an ihrer EP und trat im Fernsehen auf. Dazu erschien eine weitere eigene EP und das vierte Album Resolution. 2019 erschien Be the Yee, Here Comes the Haw, das Album experimentiert mit Country-Musik, im Jahr darauf folgte Cataclysm und zum Jahresende sein siebtes, nach ihm selbst benanntes Studioalbum Shamir, das sich wieder mehr in Richtung Indie-Rock bewegt.
Shamir ist nichtbinär und identifiziert sich laut einem 2015 veröffentlichten Interview "weder als männlich noch als weiblich".

## Diskografie
Alben
- Northtown (EP, 2014)
- Ratchet (2015)
- Hope (2017)
- Revelations (2017)
- Shamir on Audiotree Live (Live-EP, 2017)
- Room (EP, 2018)
- Resolution (2018)
- Be the Yee, Here Comes the Haw (2019)
- Cataclysm (2020)
- Shamir (2020)
- Heterosexuality (2022)
- Homo Anxietatem (2023)

Lieder
- If It Wasn’t True (2014)
- On the Regular (2014)
- Call It Off (2015)
- Room (2018)